# حیدر عثمانف
حیدر عثمانف جماعت و شهرکی در شمال غربی تاجیکستان است که در ناحیهٔ باباجان غفورف ولایت سغد قرار دارد. جمعیت این جماعت ۲۸٬۳۴۸ نفر است.